# Prolongata (kredyty bankowe)
Prolongata – wydłużenie okresu (odroczenie terminu) spłaty części lub całości kredytu bankowego, które może nastąpić poprzez czasowe zawieszenie płatności części (np. raty lub części raty) lub całości zobowiązania kredytowego.
Zastosowanie prolongaty może wiązać się z podwyższeniem rat następujących po prolongacie (o nieuregulowaną wcześniej część zobowiązania kredytowego) lub z koniecznością dokonania opłaty za prolongatę. 
Prolongata zawierana jest w formie aneksu do umowy kredytowej po uprzednim złożeniu wniosku przez kredytobiorcę.